# Horse Guards Parade
Horse Guards Parade är ett öppet paradfält inne i centrala London.
Det är beläget i Westminster i närheten av Whitehall och 10 Downing Street (premiärministerns kontor och residens). Paradfältet har fått sitt namn efter den intilliggande byggnaden Horse Guards.
Platsen används främst vid den årliga ceremonin Trooping the Colour på drottning Elizabeth II:s officiella födelsedag den andra lördagen i juni och musikuppvisningen Beating Retreat.

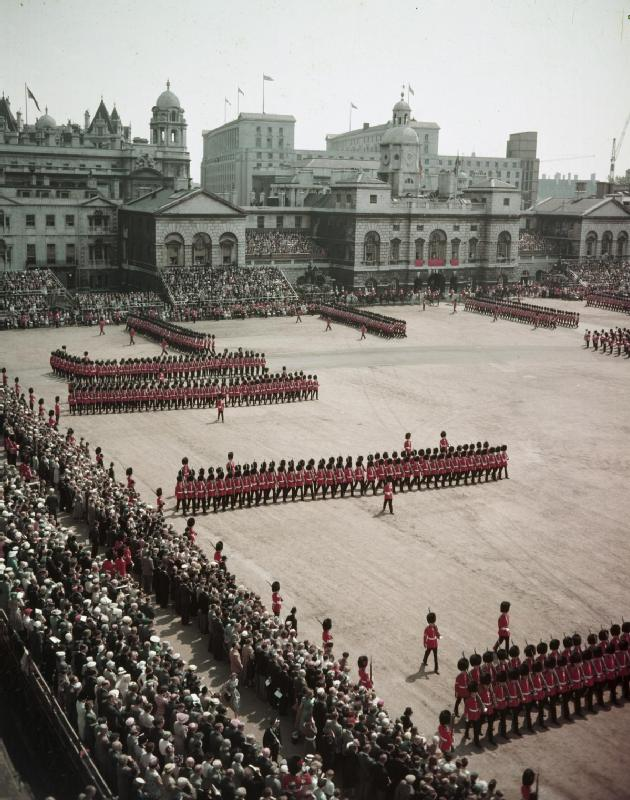
Trooping the Colour,1956

Mitt emot Horse Guards Parade står krigsmonumentet Guards Memorial från år 1926.

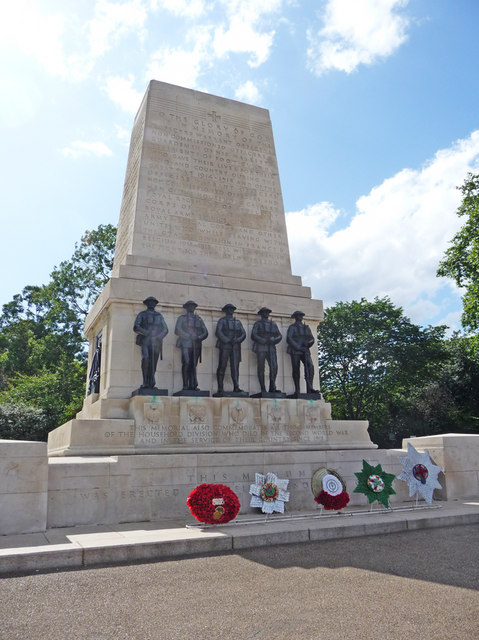
Guards Memorial

## Historia

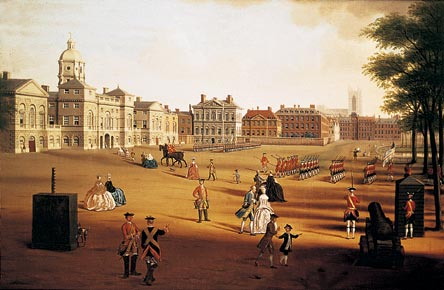
Målningen The Coldstream Guards on Parade at Horse Guards av John Chapman, c 1755

Horse Guards Parade var ursprungligen Palace of Whitehall's torneringsplats där riddarspel hölls på kung Henry VIII:s tid. Det var också här drottning Elizabeth I:s födelsedag firades. Sedan 1600-talet har området utnyttjats för parader och andra ceremonier.
Den intilliggande Horse Guards byggnaden var tidigare säte för War Office, ledningen för Storbritanniens armé. hertigen av Wellington hade sitt kontor och sin bostad här när han var arméchef. 
Under den senare delen av 1900-talet användes Horse Guards Parade som parkeringsplats för högre statstjänstemän. 
Sedan slutet på 1900-talet används Horse Guards Parade som platsen där välkomstceremonin hålls för utländska statschefer på statsbesök i Storbritannien som hålls inne i London.